# Pseudogorgia godeffroyi
Pseudogorgia godeffroyi is een zachte koraalsoort uit de familie Pseudogorgiidae. De koraalsoort komt uit het geslacht Pseudogorgia. Pseudogorgia godeffroyi werd in 1870 voor het eerst wetenschappelijk beschreven door Kölliker. 